# Campeonato Mundial de Hockey sobre Hielo Masculino de 2006
El LXX Campeonato Mundial de Hockey sobre Hielo Masculino se celebró en Riga (Letonia) entre el 5 y el 21 de mayo de 2006 bajo la organización de la Federación Internacional de Hockey sobre Hielo (IIHF) y la Federación Letona de Hockey sobre Hielo. 
Los partidos se efectuaron en los estadios Arena Riga (12 500 espectadores) y Arena Skonto (6500 espectadores). Participaron 16 selecciones nacionales divididas en 4 grupos.

## Grupos
| Grupo A        | Grupo B    | Grupo C   | Grupo D         |
| -------------- | ---------- | --------- | --------------- |
| Finlandia      | Eslovenia  | Letonia   | República Checa |
| Suiza          | Italia     | Ucrania   | Suecia          |
| Bielorrusia    | Eslovaquia | Rusia     | Kazajistán      |
| Estados Unidos | Noruega    | Dinamarca | Canadá          |

## Fase preliminar

### Grupo A
| Equipo          | J | G | E | P | GF | GC | DG | PTS |
| --------------- | - | - | - | - | -- | -- | -- | --- |
| Finlandia       | 3 | 2 | 1 | 0 | 13 | 6  | 7  | 5   |
| República Checa | 3 | 1 | 2 | 0 | 9  | 8  | 1  | 4   |
| Letonia         | 3 | 1 | 1 | 1 | 6  | 7  | -1 | 3   |
| Eslovenia       | 3 | 0 | 0 | 3 | 8  | 15 | -7 | 0   |

- Resultados

| Fecha    | Hora² | Partido¹        | Partido¹ | Partido¹        | Resultado |
| -------- | ----- | --------------- | -------- | --------------- | --------- |
| 05.05.06 | 16:15 | Finlandia       | -        | Eslovenia       | 5-3       |
| 05.05.06 | 20:15 | Letonia         | -        | República Checa | 1-1       |
| 07.05.06 | 15:15 | República Checa | -        | Eslovenia       | 5-4       |
| 07.05.06 | 19:15 | Finlandia       | -        | Letonia         | 5-0       |
| 09.05.06 | 15:15 | Eslovenia       | -        | Letonia         | 1-5       |
| 09.05.06 | 19:15 | República Checa | -        | Finlandia       | 3-3       |

- (¹) -  En la Arena de Riga
- (²) -  Hora local de Letonia (UTC +3)

### Grupo B
| Equipo  | J | G | E | P | GF | GC | DG | PTS |
| ------- | - | - | - | - | -- | -- | -- | --- |
| Suecia  | 3 | 2 | 1 | 0 | 12 | 6  | 6  | 5   |
| Suiza   | 3 | 2 | 1 | 0 | 9  | 6  | 3  | 5   |
| Ucrania | 3 | 1 | 0 | 2 | 7  | 8  | -1 | 2   |
| Italia  | 3 | 0 | 0 | 3 | 3  | 11 | -8 | 0   |

- Resultados

| Fecha    | Hora² | Partido¹ | Partido¹ | Partido¹ | Resultado |
| -------- | ----- | -------- | -------- | -------- | --------- |
| 06.05.06 | 15:15 | Suiza    | -        | Italia   | 3-1       |
| 06.05.06 | 19:15 | Ucrania  | -        | Suecia   | 2-4       |
| 08.05.06 | 15:15 | Suiza    | -        | Ucrania  | 2-1       |
| 08.05.06 | 19:15 | Suecia   | -        | Italia   | 4-0       |
| 10.05.06 | 15:15 | Italia   | -        | Ucrania  | 2-4       |
| 10.05.06 | 19:15 | Suecia   | -        | Suiza    | 4-4       |

- (¹) -  En la Arena Skonto
- (²) -  Hora local de Letonia (UTC +3)

### Grupo C
| Equipo      | J | G | E | P | GF | GC | DG  | PTS |
| ----------- | - | - | - | - | -- | -- | --- | --- |
| Rusia       | 3 | 3 | 0 | 0 | 17 | 6  | 11  | 6   |
| Bielorrusia | 3 | 2 | 0 | 1 | 11 | 5  | 6   | 4   |
| Eslovaquia  | 3 | 1 | 0 | 2 | 10 | 6  | 4   | 2   |
| Kazajistán  | 3 | 0 | 0 | 3 | 2  | 23 | -21 | 0   |

- Resultados

| Fecha    | Hora² | Partido¹    | Partido¹ | Partido¹    | Resultado |
| -------- | ----- | ----------- | -------- | ----------- | --------- |
| 06.05.06 | 15:15 | Bielorrusia | -        | Eslovaquia  | 2-1       |
| 06.05.06 | 19:15 | Rusia       | -        | Kazajistán  | 10-1      |
| 08.05.06 | 15:15 | Rusia       | -        | Bielorrusia | 3-2       |
| 08.05.06 | 19:15 | Eslovaquia  | -        | Kazajistán  | 6-0       |
| 10.05.06 | 15:15 | Eslovaquia  | -        | Rusia       | 3-4       |
| 10.05.06 | 19:15 | Kazajistán  | -        | Bielorrusia | 1-7       |

- (¹) -  En la Arena de Riga
- (²) -  Hora local de Letonia (UTC +3)

### Grupo D
| Equipo         | J | G | E | P | GF | GC | DG | PTS |
| -------------- | - | - | - | - | -- | -- | -- | --- |
| Canadá         | 3 | 3 | 0 | 0 | 14 | 5  | 7  | 6   |
| Estados Unidos | 3 | 2 | 0 | 1 | 7  | 3  | 4  | 4   |
| Noruega        | 3 | 1 | 0 | 2 | 8  | 13 | -5 | 2   |
| Dinamarca      | 3 | 0 | 0 | 3 | 6  | 14 | -8 | 0   |

- Resultados

| Fecha    | Hora² | Partido¹       | Partido¹ | Partido¹       | Resultado |
| -------- | ----- | -------------- | -------- | -------------- | --------- |
| 05.05.06 | 15:15 | Estados Unidos | -        | Noruega        | 3-1       |
| 05.05.06 | 19:15 | Dinamarca      | -        | Canadá         | 3-5       |
| 07.05.06 | 15:15 | Estados Unidos | -        | Dinamarca      | 3-0       |
| 07.05.06 | 19:15 | Canadá         | -        | Noruega        | 7-1       |
| 09.05.06 | 15:15 | Noruega        | -        | Dinamarca      | 6-3       |
| 09.05.06 | 19:15 | Canadá         | -        | Estados Unidos | 2-1       |

- (¹) -  En la Arena Skonto
- (²) -  Hora local de Letonia (UTC +3)

## Fase de calificación
Los tres mejores equipos de cada grupo pasan a la ronda de calificación (2 grupos de 6 participantes) con los puntos obtenidos en la ronda preliminar, a excepción de los obtenidos en el partido contra el equipo peor clasificado.

### Grupo E
| Equipo          | J | G | E | P | GF | GC | DG  | PTS |
| --------------- | - | - | - | - | -- | -- | --- | --- |
| Canadá          | 5 | 4 | 0 | 1 | 28 | 10 | 18  | 8   |
| Finlandia       | 5 | 3 | 1 | 1 | 17 | 7  | 10  | 7   |
| Estados Unidos  | 5 | 3 | 0 | 2 | 11 | 10 | 1   | 6   |
| República Checa | 5 | 2 | 2 | 1 | 14 | 12 | 2   | 6   |
| Letonia         | 5 | 1 | 1 | 3 | 7  | 23 | -16 | 3   |
| Noruega         | 5 | 0 | 0 | 5 | 5  | 20 | -15 | 0   |

- Resultados

| Fecha    | Hora² | Partido¹        | Partido¹ | Partido¹        | Resultado |
| -------- | ----- | --------------- | -------- | --------------- | --------- |
| 11.05.06 | 20:15 | Canadá          | -        | Letonia         | 11-0      |
| 12.05.06 | 16:15 | República Checa | -        | Noruega         | 3-1       |
| 12.05.06 | 20:15 | Finlandia       | -        | Estados Unidos  | 4-0       |
| 13.05.06 | 20:15 | Estados Unidos  | -        | Letonia         | 4-2       |
| 14.05.06 | 16:15 | Noruega         | -        | Finlandia       | 0-3       |
| 14.05.06 | 20:15 | Canadá          | -        | República Checa | 4-6       |
| 15.05.06 | 20:15 | Finlandia       | -        | Canadá          | 2-4       |
| 16.05.06 | 15:15 | Noruega         | -        | Letonia         | 2-4       |
| 16.05.06 | 19:15 | Estados Unidos  | -        | República Checa | 3-1       |

- (¹) -  En la Arena de Riga
- (²) -  Hora local de Letonia (UTC +3)

### Grupo F
| Equipo      | J | G | E | P | GF | GC | DG  | PTS |
| ----------- | - | - | - | - | -- | -- | --- | --- |
| Rusia       | 5 | 4 | 1 | 0 | 22 | 11 | 11  | 9   |
| Suecia      | 5 | 2 | 2 | 1 | 17 | 15 | 2   | 6   |
| Bielorrusia | 5 | 3 | 0 | 2 | 16 | 10 | 6   | 6   |
| Eslovaquia  | 5 | 2 | 1 | 2 | 19 | 10 | 9   | 5   |
| Suiza       | 5 | 1 | 2 | 2 | 12 | 15 | -3  | 4   |
| Ucrania     | 5 | 0 | 0 | 5 | 4  | 29 | -25 | 0   |

- Resultados

| Fecha    | Hora² | Partido¹    | Partido¹ | Partido¹    | Resultado |
| -------- | ----- | ----------- | -------- | ----------- | --------- |
| 11.05.06 | 16:15 | Rusia       | -        | Ucrania     | 6-0       |
| 12.05.06 | 16:15 | Suiza       | -        | Eslovaquia  | 2-2       |
| 12.05.06 | 20:15 | Suecia      | -        | Bielorrusia | 4-1       |
| 13.05.06 | 20:15 | Bielorrusia | -        | Ucrania     | 9-1       |
| 14.05.06 | 16:15 | Rusia       | -        | Suiza       | 6-3       |
| 14.05.06 | 20:15 | Eslovaquia  | -        | Suecia      | 5-2       |
| 15.05.06 | 20:15 | Suecia      | -        | Rusia       | 3-3       |
| 16.05.06 | 15:15 | Ucrania     | -        | Eslovaquia  | 0-8       |
| 16.05.06 | 19:15 | Suiza       | -        | Bielorrusia | 1-2       |

- (¹) -  En la Arena Skonto
- (²) -  Hora local de Letonia (UTC +3)

## Fase final

### Cuartos de final
| Fecha    | Hora² | Partido¹    | Partido¹ | Partido¹        | Resultado |
| -------- | ----- | ----------- | -------- | --------------- | --------- |
| 17.05.06 | 15:15 | Suecia      | -        | Estados Unidos  | 6-0       |
| 17.05.06 | 19:15 | Canadá      | -        | Eslovaquia      | 4-1       |
| 18.05.06 | 16:15 | Rusia       | -        | República Checa | 3-4       |
| 18.05.06 | 20:15 | Bielorrusia | -        | Finlandia       | 3-0       |

- (¹) -  En la Arena de Riga
- (²) -  Hora local de Letonia (UTC +3)

### Semifinales
| Fecha    | Hora² | Partido¹        | Partido¹ | Partido¹  | Resultado |
| -------- | ----- | --------------- | -------- | --------- | --------- |
| 20.05.06 | 16:15 | República Checa | -        | Finlandia | 3-1       |
| 20.05.06 | 20:15 | Suecia          | -        | Canadá    | 5-4       |

- (¹) -  En la Arena de Riga
- (²) -  Hora local de Letonia (UTC +3)

### Tercer lugar
| Fecha    | Hora² | Partido¹  | Partido¹ | Partido¹ | Resultado |
| -------- | ----- | --------- | -------- | -------- | --------- |
| 21.05.06 | 17:15 | Finlandia | -        | Canadá   | 5-0       |

### Final
| Fecha    | Hora² | Partido¹        | Partido¹ | Partido¹ | Resultado |
| -------- | ----- | --------------- | -------- | -------- | --------- |
| 21.05.06 | 21:00 | República Checa | -        | Suecia   | 0-4       |

- (¹) -  En la Arena de Riga
- (²) -  Hora local de Letonia (UTC +3)

## Medallero
|        |                 |           |
| Suecia | República Checa | Finlandia |